# Шербурските чадъри
„Шербургските чадъри“ (на френски: Les Parapluies de Cherbourg) е френско-западногермански игрален филм, музикална мелодрама от 1964 година.
Негов режисьор и сценарист е Жак Деми, а в главните роли участват Катрин Деньов и Нино Кастелнуово. Удостоен е със Златна палма на кинофестивала в Кан през 1964 година. Музиката във филма е на Мишел Льогран. Има номинация за Оскар и Златен глобус.

## Сюжет
Филмът е любовна история за двама млади, които съдбата разделя и всеки от тях се жени за различен партньор. След време те се срещат отново, но чувствата са си отишли завинаги.

## В ролите
| Изпълнител       | Роля                           |
| ---------------- | ------------------------------ |
| Катрин Деньов    | Жьонвиев Емери                 |
| Нино Кастелнуово | Ги Фуше                        |
| Анне Вернон      | Мадам Емери, майка на Жьонвиев |
| Марк Мишел       | Ролан Касар – бижутер          |
| Елен Фарнер      | Мадлен                         |
| Мирей Перей      | Леля Елиза, кръстница на Ги    |
| Жан Шампион      | Обен                           |
| Пиер Каден       | Бернар                         |
| Жан-Пиер Дора    | Жан                            |

## Награди и номинации
- 1964 Печели „Златна палма“ в Кан.